# Lijst van 3FM Megahits in 1996
Deze hits waren in 1996 3FM Megahit op Radio 3FM:
| Nr. | Week    | Artiest                                                         | Titel                                       | Hoogste positie in de Mega Top 50 |
| --- | ------- | --------------------------------------------------------------- | ------------------------------------------- | --------------------------------- |
| 150 | Week 1  | Skee-Lo                                                         | I wish                                      | 6                                 |
| 151 | Week 2  | George Michael                                                  | Jesus to a child                            | 2                                 |
| 152 | Week 3  | Coolio                                                          | Too Hot                                     | 10                                |
| 153 | Week 4  | Fluitsma & Van Tijn                                             | 15 Miljoen mensen                           | 1(2wk)                            |
| 154 | Week 5  | Babylon Zoo                                                     | Spaceman                                    | 3                                 |
| 155 | Week 6  | Robert Miles                                                    | Children                                    | 3                                 |
| 156 | Week 7  | Smashing Pumpkins                                               | 1979                                        | 29                                |
| 157 | Week 8  | 2 Brothers on the 4th Floor                                     | Fairytales                                  | 4                                 |
| 158 | Week 9  | Backstreet Boys                                                 | I'll Never Break Your Heart                 | 3                                 |
| 159 | Week 10 | Tina Turner                                                     | Whatever You Want                           | 18                                |
| 160 | Week 11 | Linda, Roos & Jessica                                           | Alles of niets                              | 4                                 |
| 161 | Week 12 | 2 Pac & Dr. Dre                                                 | California Love                             | 7                                 |
| 162 | Week 13 | The Prodigy                                                     | Firestarter                                 | 14                                |
| 163 | Week 14 | Coolio                                                          | 1, 2, 3, 4 (Sumpin' New)                    | 14                                |
| 164 | Week 15 | Doop                                                            | Ridin'                                      | 16                                |
| 165 | Week 16 | T-Spoon                                                         | Rockstar                                    | 23                                |
| 166 | Week 17 | Fugees                                                          | Fu-Gee-La                                   | 5                                 |
| 167 | Week 18 | Mark Morrison                                                   | Return of the Mack                          | 6                                 |
| 168 | Week 19 | Los del Río                                                     | Macarena (Bayside boys remix)               | 1(4wk)                            |
| 169 | Week 20 | Bryan Adams                                                     | The Only Thing That Looks Good on Me Is You | 21                                |
| 170 | Week 21 | Metallica                                                       | Until It Sleeps                             | 5                                 |
| 171 | Week 22 | Backstreet Boys                                                 | Get Down (You're the One for Me)            | 3                                 |
| 172 | Week 23 | Busta Rhymes                                                    | Woo-hah!! Got You All in Check              | 20                                |
| 173 | Week 24 | Charly Lownoise & Mental Theo                                   | Fantasy World                               | 2                                 |
| 174 | Week 25 | Toni Braxton                                                    | You're Makin' Me High                       | 18                                |
| 175 | Week 26 | Adam Clayton and Larry Mullen                                   | Theme from Mission: Impossible              | 18                                |
| 176 | Week 27 | Reel 2 Real                                                     | Jazz It Up                                  | 15                                |
| 177 | Week 28 | Eric Clapton                                                    | Change the World                            | 24                                |
| 178 | Week 29 | Bone Thugs-n-Harmony                                            | Tha Crossroads                              | 5                                 |
| 179 | Week 30 | Neneh Cherry                                                    | Woman                                       | 22                                |
| 180 | Week 31 | DJ Paul Elstak                                                  | Rave On                                     | 4                                 |
| 181 | Week 32 | New Edition                                                     | Hit Me Off                                  | 28                                |
| 182 | Week 33 | 3T & Michael Jackson                                            | Why                                         | 13                                |
| 183 | Week 34 | The Course                                                      | Ready or Not                                | 14                                |
| 184 | Week 35 | Garbage                                                         | Only Happy When It Rains                    | 36                                |
| 185 | Week 36 | Fugees                                                          | Ready or Not                                | 3                                 |
| 186 | Week 37 | Michael Jackson                                                 | Stranger in Moscow                          | 6                                 |
| 187 | Week 38 | Phil Collins                                                    | Dance into the light                        | 14                                |
| 188 | Week 39 | Amber                                                           | This Is Your Night                          | 14                                |
| 189 | Week 40 | Warren G & Adina Howard                                         | What's Love Got to Do with It               | 9                                 |
| 190 | Week 41 | Donna Lewis                                                     | I Love You Always Forever                   | 25                                |
| 191 | Week 42 | Spice Girls                                                     | Say You'll Be There                         | 5                                 |
| 192 | Week 43 | Backstreet Boys                                                 | Quit Playing Games (With my heart)          | 7                                 |
| 193 | Week 44 | Babyface LL Cool J, Howard Hewett, Jody Watley & Jeffrey Daniel | This Is for the Lover in You                | 19                                |
| 194 | Week 45 | The Braids                                                      | Bohemian Rhapsody                           | 15                                |
| 195 | Week 46 | The Prodigy                                                     | Breathe                                     | 10                                |
| 196 | Week 47 | Fugees                                                          | No Woman, No Cry                            | 22                                |
| 197 | Week 48 | Snoop Doggy Dogg & Charlie Wilson                               | Snoop's Upside Ya Head                      | 32                                |
| 198 | Week 49 | Khaled                                                          | Aïcha                                       | 14                                |
| 199 | Week 50 | Kristine W                                                      | Land of the Living                          | 44                                |
| 200 | Week 51 | Gala                                                            | Freed from Desire                           | 6                                 |
| -   | Week 52 | Geen 3FM Megahit                                                | Geen 3FM Megahit                            | Geen 3FM Megahit                  |

1993 · 
1994 ·
1995 · 
1996 ·
1997 ·
1998 ·
1999 ·
2000 ·
2001 ·
2002 ·
2003 ·
2004 ·
2005 ·
2006 ·
2007 ·
2008 ·
2009 ·
2010 ·
2011 ·
2012 ·
2013 ·
2014 ·
2015 ·
2016 ·
2017 ·
2018 ·
2019 ·
2020 ·
2021 ·
2022 ·
2023 ·
2024 ·
2025